# Geocoris davisi
Geocoris davisi är en insektsart som beskrevs av Barber 1935. Geocoris davisi ingår i släktet Geocoris och familjen Geocoridae. Inga underarter finns listade i Catalogue of Life.